# Karl Seidel (Diplomat)
Karl Seidel (* 15. Februar 1930 in Zwönitz; † 6. April 2022 in Berlin) war ein deutscher Diplomat und Mitarbeiter des Ministeriums für Auswärtige Angelegenheiten der DDR. Seidel war an der Aushandlung des Grundlagenvertrages beteiligt.

## Leben
Seidel wuchs in Zwönitz auf. Nach dem Krieg, zwischen 1945 und 1948, erlernte er den Beruf des Zimmermanns. Er wurde Mitglied der Sozialistischen Einheitspartei Deutschlands und absolvierte 1950 sein Abitur an der Vorstudienanstalt in Chemnitz. Von 1953 bis 1956 studierte er an der Deutschen Akademie für Staats- und Rechtswissenschaften in Potsdam-Babelsberg in der Fachrichtung Außenpolitik. Er absolvierte dort einen Abschluss als Diplomstaatswissenschaftler. Anschließend war Seidel von 1956 bis 1990 Mitarbeiter des Ministeriums für Auswärtige Angelegenheiten der DDR (MfAA).
Seidel war zwischen 1966 und 1969 Botschaftsrat in Moskau, wo er auch die politische Abteilung der DDR-Botschaft leitete. Zwischen 1970 und 1990 war er als Nachfolger von Hans Voß Leiter der 6. Europäischen Abteilung (Westdeutschland) im Rang eines Botschafters. Als Leiter der Abteilung BRD im Außenministerium der DDR war er Mitglied in der Delegation, die den Grundlagenvertrag verhandelte, und dort der „zweite Mann“ hinter dem Chefunterhändler Michael Kohl. Für die Verhandlungen zum Grundlagenvertrag war er zum Botschafter ernannt worden.
Nach der deutschen Wiedervereinigung schrieb er das Buch Berlin-Bonner Balance über seine Erfahrungen im DDR-Außenministerium und im Jahr 2006 einen umfangreichen zweiten Band mit Erinnerungen zu den innerdeutschen Beziehungen.
Karl Seidel war verheiratet und lebte in Berlin. Er starb im Alter von 92 Jahren.

## Auszeichnungen
- 1971 Vaterländischer Verdienstorden in Bronze und 1979 in Silber
- 1972 Orden Banner der Arbeit
- 1988 Orden Stern der Völkerfreundschaft in Silber

## Veröffentlichungen
- Berlin-Bonner Balance. 20 Jahre deutsch-deutsche Beziehungen. Erinnerungen und Erkenntnisse eines Beteiligten. Edition Ost im Verlag Das Neue Berlin, Berlin 2002, ISBN 3-360-01034-5 (Verlagsinformation; Hermann Wentker: Rezension, H-Soz-u-Kult, 12. September 2009).
- Nachtrag. Ergänzungen und Anmerkungen zu dem Buch „Berlin-Bonner Balance“. Erinnerungen eines Beteiligten an 20 Jahre Beziehungen zwischen der DDR und der BRD. Nora, Berlin 2006, ISBN 3-86557-088-7